# Thiện An
Thiện An là một phường thuộc thị xã Buôn Hồ, tỉnh Đắk Lắk, Việt Nam.

## Địa lý
Phường Thiện An nằm ở trung tâm thị xã Buôn Hồ, có vị trí địa lý:
- Phía đông giáp xã Ea Blang
- Phía tây giáp phường Đoàn Kết
- Phía nam giáp phường Thống Nhất
- Phía bắc giáp các phường An Bình và An Lạc.

Phường Thiện An có diện tích 8,68 km², dân số năm 2008 là 5.414 người, mật độ dân số đạt 623 người/km².

## Lịch sử
Ngày 23 tháng 12 năm 2008, Chính phủ ban hành Nghị định số 07/NĐ-CP về việc thành lập phường Thiện An trên cơ sở:
- Điều chỉnh 488,38 ha diện tích tự nhiên và 4.686 người còn lại của thị trấn Buôn Hồ
- Điều chỉnh 380 ha diện tích tự nhiên và 728 người của xã Ea Blang.

Sau khi thành lập, phường Thiện An có 868,38 ha diện tích tự nhiên và 5.414 người.